# Абд аль-Малік (музикант)
Абд аль-Малік, при народжені Регіс Фаєтт-Мікано (нар. 14 березня 1975, Париж) — репер африканського походження.

## Біографія
Батько Маліка був високопосадовцем у Народній Республіці Конго. Між 1977 та 1981 Регіс Фаєтте-Мікано жив зі своєю родиною в Бразилії. Після повернення у Францію вони проживали у Страсбурзі. Коли його батьки розлучились, він жив з матір'ю та своїми шістьма братами та сестрами. Був злочинцем протягом певного періоду (кишеньковим злодієм, продавав наркотики), він навчався в коледжі Сант-Ане в Страсбурзі, опісля — в ліцеї Нотр-Дам де Мінеурс, пізніше — в Університеті Марк Блох в Страсбурзі на факультеті філософії та класичної літератури. Він заснував реп-гурт «N.A.P.», котрий він очолював.
Сценічним іменем Абд аль Маліка стало отримане при народженні — «Регіс», котре означає «король» у перекладі з латинської. Він одружився зі співачкою Wallen, яка народила Абд аль Маліку сина Мухамеда Хамзу.

## Музична кар'єра
Народжений християнином, Абд аль Малік часто шукав натхнення в ісламі (а точніше у суфізмі, до якого він звернувся ще в підлітковому віці).
1999 року офіційно став учнем великого марокканського майстра Sidi Hamza al Qâdiri Boutchichi.
Його стиль важко скласифікувати, тому що це мікс репу, джазу та слему з відчутним впливом франкомовних співаків (таких, як Джеквес Брел).
Його пісні вирізняються дуже складними текстами, сповненими емоціями; музика робить потужнішими смисл його текстів, які він іноді співає, а іноді зачитує речетативом.
В листопаді 2007, під час інтерв'ю, він оголосив про свою підтримку кампаній проти нелегальних наук у рамках свого нового проекту, котрий носить назву «BENI SNASSEN», у складі з N.A.P., Валлен, Більін, Ханчо, Матео Фалконе.
В травні 2008 він брав участь у створенні альбому Last Night гурту Moby з назвою «La même nuit».
В січні 2008 Christine Albanel призначив його міністром культури, лицарем мистецтв і витонченої словесності під час MIDEM.

## Письменник
Абд аль Малік є автором автобіографічної книги, що була видана в 2004: «Qu'Allah bénisse la France» (Алах благослови Францію; вид. Албін Міхель), в котрій він розповідає про свій розвиток та життя. Він підтримував думки ісламу про толерантність та прийняття інтеграції. За це він отримав премію Laurence Trân в Бельгії. Критики ставилися до цього позитивно.

## Дискографія
- 2004: Альбом  «Le Face à face des cœurs» (Universal Music Group / Universal Music France)
- 2006: Альбом  «Gibraltar» (Atmosphériques)
- 2008 Альбом  «Dante» (Polydor)

## Нагороди
- 2004: Премія Laurence Trân в Бельгії для роману Qu'Allah bénisse la France.
- 2006: Премія Константина та Премія Академії  Académie Charles-Cros за альбом «Гібралтар».
- 2007: Трофей Хіпхоп  Europe 2 за найкращий слем 2006.
- 2007:  Victoires de la musique, категорія «Musiques urbaines» (вуличних музик) за альбом «Гібралтар».
- 2007: Prix Raoul Breton нагороджений  SACEM за альбом Гібралтар.
- 2007: Трофей за найкращий альбом нагороджений Césaire de la musique за альбом «Гібралтар».
- 2008: Орденом Кавалерії Художників та Гуманітарних дисциплін Міністром Культури Христиною Албанел.